# Картлі-Кахетинське царство
Ка́ртлі-Кахети́нське ца́рство (груз. ქართლ-კახეთის სამეფო; також — Картлі-Кахеті) — грузинське державне утворення, створене 1762 року в результаті об'єднання двох східно-грузинських держав, які існували незалежно з моменту розпаду Грузії у XV столітті.

## Історія
Ще до об'єднання царства упродовж 18 років перебували находились практично в особистій унії: 1744 року Надір-шах призначив Теймураза II царем Картлі, а його сина Іраклія II — царем Кахетинського царства. Після смерті Теймураза Іраклій II успадкував батьківський трон у Картлі та об'єднав обидва царства. За царя Іраклія II (1762 – 1798) об'єднане Картлійсько–кахетинське царство значно посилилось, зростає його вплив у Закавказзі. Відроджується грузинська культура, виникає книгодрукування. Одним з провідних напрямків суспільної думки стає просвітництво.
Історично Картлійське царство була найвизначнішим серед державних утворень на території Грузії, однак до моменту об'єднання воно було й більш ослабленим нищівними перськими вторгненнями, ніж Кахетія на сході. Тому царями нової держави стали царі Кахетії, а столицею спочатку стала колишня столиця Кахетії — Телаві.
Разом із тим, об'єднана держава не зуміла зупинити перську агресію. Наприкінці XVIII століття через часті вторгнення Картлі-Кахетинське царство було сильно спустошено. 1783 року Іраклій II підписав Георгіївський трактат, відповідно до якого, він зберігав престол, передавав своє царство під протекторат Російської імперії та відмовлявся від самостійної зовнішньої політики, а також зобов'язувався своїми військами служити російській імператриці. Однак у 1787 році, коли почалася чергова російсько-турецька війна, російські війська вийшли з Грузії, залишивши її беззахисною.
Влітку 1795 року шахіншах Ага Могаммед хан Каджар зі своєю армією вдерся до Закавказзя. Відрядивши частину своїх військ до Еріванського ханства, а іншу — до Муганського степу, він сам із основними силами проник через Карабах та Гянджінське ханство до Грузії. Після перемоги у Крцаніській битві він захопив Тбілісі. Грузинську столицю було розгромлено та спалено. Мешканців міста, які залишились живими, було перебито чи забрано в полон. Іраклій II попросив у Російської імперії кредит у розмірі 1 мл. рублів, щоб відновити зруйноване місто, але російський уряд навіть не вважав за потрібне прислати будь-якої відповідь на дане прохання. У цей час османський уряд запропонував Іраклію II кошти, щоб залучити грузинського правителя на свій бік та вивести Картлійсько–кахетинське царство з-під впливу Російської імперії. Але Іраклій II не прийняв допомоги від османського правителя.
1796 року почався конфлікт між Російською імперію та Іраном, через витіснення російських торгових кораблів з перського ринку. У березні 1796 року Росія оголосила Персії війну. Почалися бойові дії, але в листопада 1796 року Катерина померла, і військові дії припинилися. Новий імператор Павло I припинив військові дії проти Ірану та відізвав армію. Картлійсько–кахетинське царство знову опинилася у важкому становищі. Шахіншах Ага Могаммед хан Каджар знову почав війну з Картлійсько–кахетинським царством. Проте 4 червня 1797 року Ага Могаммед хан був убитий. За даними англійського історика Малькольма Ага Могаммед хан Каджар був убитий персом Худададом та омусульманеним грузином Садігом.
Через свій похилий вік Іраклій II вирішив передати престол своєму молодшому сину Юлону, але потім змінив свій заповіт на користь Георгія, старшого сина від першого шлюбу.
Після сходження на престол Георгій, іранський шах письмово зажадав, щоб Георгій XII відіслав до Ірану свого сина як заручника, визнавши тим самим підданство Ірану. Георгій XII відмовився, і шах Ірану вирішив напасти на Картлі-Кахетію разом з аварським ханом. Але присутність російських військ перешкодила активним діям Ірану проти Георгія XII, і шахські війська повернулися назад. Проте аварський хан продовжував свій похід.
Георгій XII, як і його батько, продовжував проросійську політику. Але він був хворий, і стало зрозуміло, що довго він не зможе керувати царством. Будучи хворим Георгій XII відправив до Російської імперії своїх послів з проханням щодо прийняття
Картлійсько–кахетинського царства до складу Росії. Ще до повернення цих посланців Георгій XII помер 28 грудня 1800 року, призначивши перед смертю спадкоємцем свого сина Давида.
30 січня 1801 року, Павло I оприлюднив маніфест про включення Картлі-Кахеті до складу Російської імперії. 24 вересня маніфест Олександра I проголосив Східну Грузію російською губернією.
Після смерті царя Георгія XII та перехід влади до Давида XII, загострив обстановку в країні. Цариця Дареджан, вдова Іраклія II, та її сини Олександр і Юлон категорично відмовилися визнати владу царевича Давида XII, а також приєднання Картлі-Кахеті до Російської імперії.

## Хроніка Картлі-Кахетинського царства

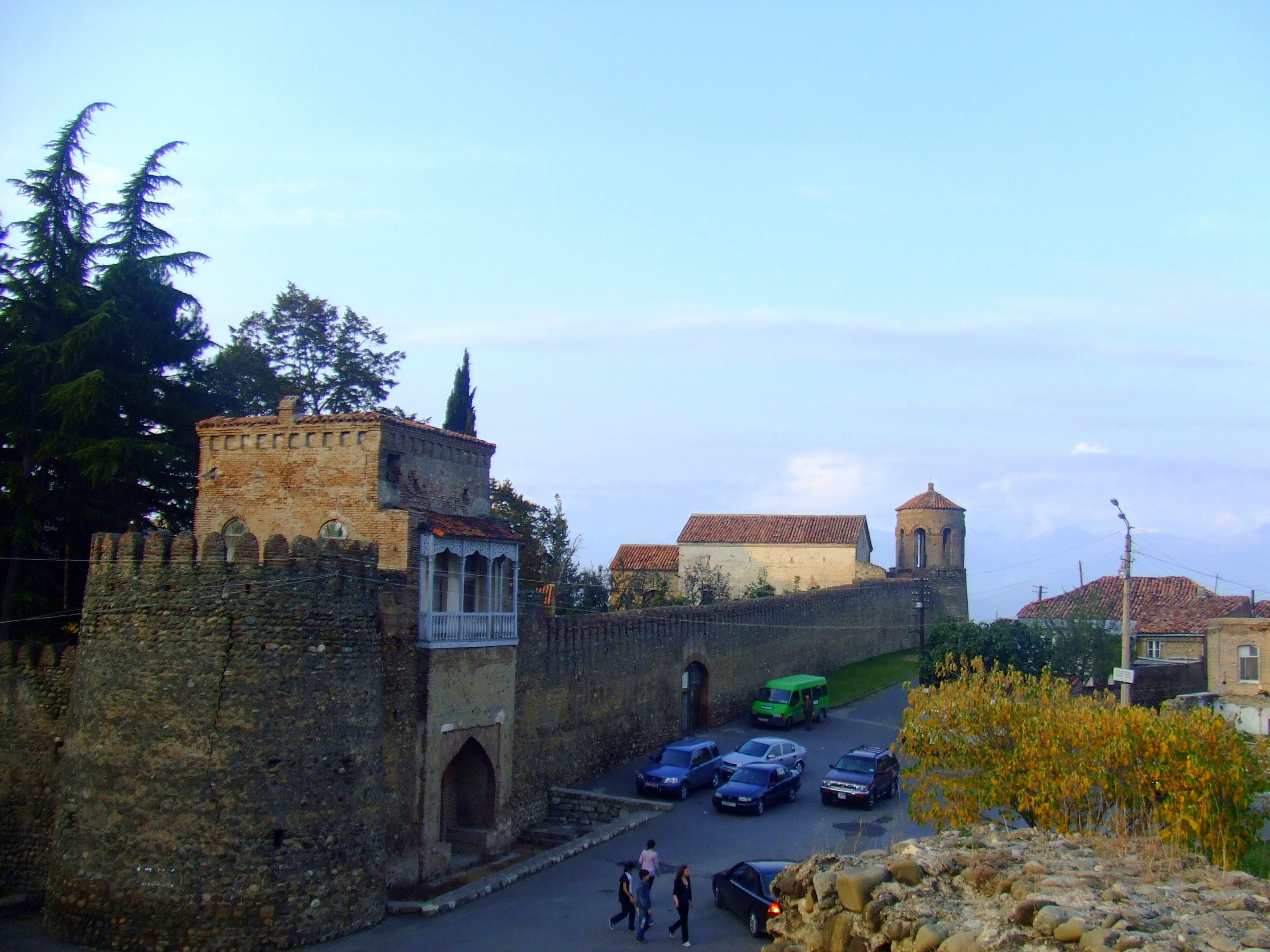
Палац Іраклія II в Телаві

- 1762 — утворення Картлі-Кахетинського царства. Сходження на престол Картлі-Кахеті Іраклія II, сина Теймураза II.
- 1765 — змова проти царя Іраклія II та її придушення.
- 1770 — 20 квітня. Аспіндзька битва. Іраклій II розбив об'єднане військо османів і дагестанців.
- 1773 — розроблено «Положення про військо моріге». Початок військової реформи.
- 1774 — Іраклій II створив першу регулярну армію — «моріге». На чолі моріге Іраклій II поставив царевича Левана.
- 1776 — цар Іраклій II уклав мир з Османською імперією.
- 1779 — Іраклій II та його союзник Ібрагім двічі розгромили Фаталі-хана та присмирили повсталого гянджінського хана. Похід Іраклія на Єреван. Змова проти Іраклія та її придушення.
- 1782 — Іраклій II започаткував семінарію в Телаві. 21 грудня звернувся до російського уряду з проханням прийняти Картлі-Кахетинське царство під покровительство Росії.
- 1783 — 24 липня Іраклій II підписав Георгіївський трактат. 3 листопада, відповідно до трактату, два батальйони російських військ вступили до Тбілісі.
- 1785 — набіг на Картлі-Кахеті правителя Аварії Омар-хана.
- 1786 — посольство Іраклія II до Єгипетського еялету.
- 1787 — серпень — початок російсько-турецької війни. Російський уряд відкликав з Картлі-Кахетії свої війська.
- 1789 — Іраклій II сприяв вступу на імеретінський престол свого онука й вихованця, Давида, який був послідовником і провідником політики свого діда.
- 1790 — Іраклій II ініціював укладення «Трактату царів і князів іверійських», який було підписано Іраклієм II, Соломоном II, Григолом Дадіані та Симоном Гурієлі. Главою укладеного військового союзу став сам Іраклій II.
- 1793 — учасники угоди «Трактату царів і князів іверійських» звернулись до Катерини II зі спільним проханням прийняти їх під покровительство Російської імперії.
- 1795 — влітку шах-ін-шах Ага Мохаммед-хан Каджар вторгся до Картлі-Кахеті. 10 вересня перси підійшли до Тбілісі. Відбулась битва під Соганлуга. Грузини розбили й відкинули авангард іранської армії, завдавши йому значних збитків. 11 вересня перси здійснили новий наступ на Тбілісі. Вирішальна битва відбулась на Крцаніському полі поблизу з південною брамою Тбілісі. Поразка нечисленної грузинської армії. Розграбування Тбілісі іранською армією.
- 1796 — у відповідь на іранську навалу російські війська здійснили успішний похід до Закавказзя.
- 1798 — 11 січня на 78-му році життя помер цар Іраклій II. Похований у Свєтіцховелі. На трон зійшов Георгій XII.
- 1799 — 18 квітня Павло затвердив Георгія XII царем, а Давида спадкоємцем Картлі-Кахетинського престолу. 26 листопада до Тбілісі вступили російські війська.
- 1800 — 24 червня грузинське посольство передало колегії закордонних справ проект документа про підданство. 23 вересня до Тбілісі прибув ще один полк російських військ. 7 листопада два російських полки під командуванням генерала Лазарева спільно з грузинськими загонами поблизу селища Какабеті на березі річки Іорі завдали поразки загонам аварського хана, які вдерлися до меж Грузії. 22 грудня імператор Павло I підписав маніфест про приєднання Грузії до Росії. 28 грудня помер Георгій XII. Був похований у Свєтіцховелі. Царевич Давид став керівником царського Дому Багратіоні, проте йому так і не дозволили зайняти трон Картлі-Кахеті.
- 1801 — 18 січня в Петербурзі та Москві було оприлюднено маніфест Павла I про приєднання Картлі-Кахетинського царства до Російської імперії. 12 вересня цар Давид XII разом із родиною був заарештований та насильно висланий до Росії.
- 1802 — 12 квітня у Сіонському соборі публічно оголошено грузинському дворянству про ліквідацію Картлі-Кахетинського царства.
- 1811 — скасовано автокефалію Грузинської церкви.
- 1819 — 13 травня в Петербурзі помер Давид XII, був похований в Олександро-Невській лаврі.

## Населення
Згідно з переписом 1770 року, в Картлі-Кахетинському царстві налічувалося 54 400 домогосподарств. 36% населення становили грузини, 37,7% — елійці, 16% — вірмени та 8,2% — осетини. Більшість населення становили елійці, які жили в районі річки Іорі та Казах-Борчало. Таширці, вірмени та сабарати були майже повністю витіснені з населення.

## Військо
1774 року Іраклій II провів реформу, внаслідок чого було створено регулярне військо (моріге). Програмним документом військової реформи став Статут та список особового складу моріге (регулярних військ). Вона населення носила масовий і універсальний характер. Відповідно до реформи кожен підданий, що був здатний тримати зброю, мав придбати зброю завласний рахунок, або за рахунок пана, і зберігав при собі зброю та спорядження. Раз на рік протягом місяця він повинен був проходити військову службу. За правовим становищем в ополченні картлі-кахетинське суспільство поділялося на три категорії: таваді, азнаурі та селян.

## Економіка
У сільському господарстві продовжували розвиватися традиційні галузі: виноградарство, садівництво, плодівництво, тваринництво, шовківництво, зерноводство. 
За царя Іраклії II стала розвиватися промисловість, насамперед гірничорудне виробництво. З цією метою цар переселив до Грузії близько 2 тисяч греків – знавців цієї справи. В Алаверді та Ахталі добувалися мідь, срібло, і можливо в невеликій кількості золото. У царстві діяли: олійний, тютюновий, цегельний заводи. У Тбілісі діяв завод зброї. Поряд з різними речами бойового призначення тут виготовлялися також гармати.

## Культура
Двір Іраклія II зберігав певну пишноту перського типу, а сам він також одягався в перському стилі, він розпочав амбітну програму «європеїзації», яку підтримали грузинські інтелектуальні еліти. Проте вона не була надзвичайно успішною, оскільки царство залишалася територіально ізольованою від Європи та була змушена витрачати всі доступні ресурси на захист своєї незалежності. Цар прагнув заручитися підтримкою європейських держав та залучити західних вчених і техніків, щоб дати своїй країні переваги новітніх військових і промислових технологій. 
Велику увагу приділяв просвіті цар Іраклій II. 1782 року перетворив Телавську семінарію було перетворено на філософську семінарію. Багато уваги приділялося історичній науці. Оман Херхеулідзе створив твір «Царювання Іраклія ІІ». У ньому розповідається історія Картлі-Кахеті з 1722 до 1780-х років. Період царювання Іраклія II також описано у «Георгіанській історії» Олександра Амілахварі. Царевич Давид написав «Стислу історію Грузії». У цей період кілька разів було переписано «Картліс Цховреба».
У 1780-х роках було здійснено реставрацію Тбіліської друкарні: застарілі верстати замінено на нові, відлито шрифти «нусхурі» (рядковий) і «мхедрулі» (заголовний). Зруйнована під час нашестя Ага Магомет-хана друкарня була відновлена за царя Георгія XII.
Георгій Авалішвілі перекладав грузинською мовою російськомовні п'єси. П'єси перекладав також Давид Чолокашвілі. Вони ставилися у театрі при царському дворі Іраклія II.
За царя Іраклії II було збудовано резиденцію цариці Дареджан «Сачино» та єпископський палац у дворі Ніноцміндської церкви, відремонтовано фортецю Нарікала.